# Meconopsis xiangchengensis
Meconopsis xiangchengensis är en vallmoväxtart som beskrevs av R.Li och Z.L.Dao. Meconopsis xiangchengensis ingår i släktet bergvallmor, och familjen vallmoväxter. Inga underarter finns listade i Catalogue of Life.